# Italo Righetti
Italo Righetti (Genova, 20 luglio 1904 – ...) è stato un calciatore italiano, di ruolo difensore.

## Carriera
Ha giocato 28 partite di Serie A con la maglia della Triestina.